# Валлен, Луи
Луи Валлен (фр. Louis Vallin; 1770—1854) — французский военный деятель, генерал-лейтенант (1815 год), барон (1810 год), виконт (1822 год), участник революционных и наполеоновских войн. Имя генерала выбито на Триумфальной арке в Париже.

## Биография
Родился 16 августа 1770 года в Дормане. Изучал право в Колледже Людовика Великого. Только окончив обучение, как 15 августа 1792 года записался добровольцем в Национальную гвардию Дормана. 20 сентября 1793 года был избран сослуживцами капитаном 8-го батальона волонтёров департамента Марна. Отличился в сражении при Флёрюсе и при осаде Маастрихта. Принимал участие в провальной экспедиции генерала Гоша в Ирландию. 26 апреля 1798 года назначен командиром эскадрона 2-го гусарского полка.
29 октября 1803 года произведён в майоры, и назначен заместителем командира 4-го гусарского полка.
14 февраля 1807 года получил звание полковника, и 1 марта сменил Пажоля на посту командира 6-го гусарского. Участвовал в Австрийской кампании 1809 года в рядах Итальянской армии. Был ранен в сражениях 15 апреля при Сачиле и 8 мая при Пьяве. 6 июля 1809 года отличился в сражении при Ваграме.
В 1812 году принимал участие в Русской кампании в составе 11-й бригады лёгкой кавалерии генерала Готрена . Отличился в сражениях при Смоленске, Бородино и Красном. 5 декабря 1812 года в Сморгони был награждён Императором чином бригадного генерала.
Служил в армии Наполеона, в чине полковника принимал участие в кампании 1813 и 1814 годов. В марте 1813 года назначен командиром 1-й бригады 3-й дивизии лёгкой кавалерии. 15 декабря 1813 года — второй полковник 2-го полка Почётной гвардии. Во время Ста дней 3 июля 1815 года произведён Временным правительством в дивизионные генералы. После Реставрации был разжалован и отставлен от службы.
19 апреля 1823 года вернулся на военную службу и произведён в генерал-лейтенанты. Принимал участие в кампании в Испании и 1 июня 1823 года был возведён в звание Великого командора ордена Почётного легиона. 25 февраля 1824 года российский император Александр I наградил Валлена орденом св. Георгия 3-й степени (№ 396 по кавалерским спискам)
В ознаменование участия в военных подвигах, прекративших для блага Европы возмущение, возникшее в Гишпании.
Впоследствии Валлен служил во французской жандармерии.
Скончался 25 декабря 1854 года в Париже.

## Воинские звания
- Капитан (20 сентября 1793 года);
- Командир батальона (15 января 1794 года);
- Майор (29 октября 1803 года);
- Полковник (14 февраля 1807 года);
- Бригадный генерал (5 декабря 1812 года);
- Генерал-лейтенант (3 июля 1815 года).

## Титулы

- Барон Валлен и Империи (фр. baron Vallin et de l'Empire; декрет от 15 августа 1809 года, патент подтверждён 3 мая 1810 года)[1].
- Виконт Валлен (фр. vicomte Vallin; 17 августа 1822 года)

## Награды
Легионер ордена Почётного легиона (25 марта 1804 года)
 Офицер ордена Почётного легиона (30 мая 1809 года)
 Коммандан ордена Почётного легиона (13 сентября 1813 года)
 Великий офицер ордена Почётного легиона (1 июня 1823 года)
 Кавалер военного ордена Святого Людовика (1814 год)
 Командор военного ордена Святого Людовика (3 ноября 1827 года);
 Кавалер ордена Железной короны
 Кавалер русского ордена Святого Георгия 3-го класса (25 февраля 1824 года)